# Дилейта, Дилейта Мохамед
Дилейта Мохамед Дилейта, (фр. Dileita Mohamed Dileita, араб. دليطة محمد دليطة‎) — джибутийский политический деятель и дипломат, премьер-министр Джибути с 7 марта 2001 по 1 апреля 2013 года.

## Биография
После получения образования в Каире, Реймсе и Алжире Дилейта работал в протокольном аппарате президента страны, затем в посольстве страны во Франции, а в 1997 году стал послом Джибути в Эфиопии, также представляя страну в Организации африканского единства, и сыграл значительную роль в разрешении Эфиопо-эритрейского конфликта 1998—2000 годов. Затем он стал послом в Уганде, а после отставки по состоянию здоровья многолетнего премьер-министра страны Барката Гурада Хамаду был назначен премьер-министром, с 2003 года также сменив Хамаду на посту вице-председателя правящей партии «Народное движение за прогресс». На парламентских выборах 2003 и 2007 годах также возглавлял предвыборную коалицию «Союз за президентское большинство».